# Nate Mendel
Nathan Gregor Mendel (Richland, Washington; 2 de diciembre de 1968) es un bajista estadounidense de rock alternativo, conocido por ser miembro de las bandas Foo Fighters y Sunny Day Real Estate.

## Biografía
Mendel nació el 2 de diciembre de 1968 en Richland, una ciudad de tamaño medio en el sureste de Washington. Su primer instrumento fue el violín. A partir de los 13 años, Mendel comenzó a interesarse por la música rock y se unió a una banda, un amigo que tocaba la guitarra le sugirió que tocara el bajo. Mendel declaró que "cuando cogí ese bajo me fui 20 años hacia el punk", ayudado por su ciudad que suele tener conciertos de bandas de punk DIY como Scream. Esto condujo a una "educación musical bastante limitada", ya que a pesar de tomar algunas lecciones con un bajista de una banda local, Mendel aprendió a tocar por sí mismo, y "todo era punk rock duro, como Minor Threat, Black Flag y Bad Brains". En lugar de estudiar la forma de tocar el bajo de alguien como John Entwistle, lo que me habría dado una base sobre cómo tocar. Solo quería tocar muchas notas muy rápido".
Empezó su carrera musical con la banda hardcore Diddly Squat, que solo grabó un sencillo de 7", pero realizó una gira nacional durante las vacaciones de verano de 1988. Después de que Diddly Squat terminó, para después unirse a otras dos de este género y un tanto famosa, se mudó a Seattle, donde pasó cuatro meses en la banda Brotherhood y posteriormente se unió a la banda Christ on a Crutch, que incluía a su compañero de banda Glen Essary y duró hasta 1993. En 1992, Mendel y su compañero de casa en la Universidad de Washington, Dan Hoerner, decidieron formar una banda e invitaron al baterista William Goldsmith a formar el grupo que terminaría llamándose Sunny Day Real Estate Mendel agregó que SDRE fue un intento de "tocar música más compleja e interesante" ya que con esta banda se convirtió en uno de los pioneros del emo a principios de los 90's, mientras Mendel recorría Europa con Christ on a Crutch, Jeremy Enigk tocaba con los miembros restantes y finalmente se convirtió en miembro a tiempo completo de SDRE hasta el año de 1995 en que se disolvieron y fue reclutado por Dave Grohl como bajista de su nuevo grupo, Foo Fighters. Justo antes de la disolución de Sunny Day Real Estate en 1995, Dave Grohl invitó a Mendel y Goldsmith a unirse a su banda, los Foo Fighters, durante la semana de Halloween a fines de octubre de 1994. Ha permanecido como miembro de la banda desde entonces, siendo uno de los únicos miembros originales en la formación actual de Foo Fighters junto con Grohl y el ex guitarrista en vivo de Nirvana, Pat Smear. Aunque Sunny Day Real Estate se reunió para dos álbumes más (How It Feels to Be Something On y The Rising Tide), se quedó con los Foo Fighters, en Sunny Day Real Estate, fue reemplazado por Jeff Palmer, y Palmer fue reemplazado por Joey Skyward, cuando Skyward dejó la banda, Jeremy Enigk (vocalista principal, guitarrista rítmico y teclista) pasó al bajo. Después de que Sunny Day Real Estate se disolviera una vez más, se unió a otros miembros de Sunny Day Real Estate, Jeremy Enigk y William Goldsmith, para formar The Fire Theft, que lanzó un álbum homónimo en 2003. En 2001, tocó con Juno.
Obtuvo un papel en la película independiente Our Burden Is Light , en la que también interpretó un papel menor como el novio y bajista de la mejor amiga del personaje principal. En la película, Mendel toca en una banda llamada Bleeder, compuesta por él mismo, Jessica Ballard y Taylor Hawkins.
En junio de 2009, se confirmó que Sunny Day Real Estate planea reunirse nuevamente, con Mendel nuevamente al mando. La banda realizó una gira en 2009, confirmando un nuevo álbum en proceso. Sin embargo, las sesiones de grabación resultaron ser improductivas y en 2013, el grupo se había separado una vez más.
"SDRE" se reunió en dos ocasiones para grabar dos álbumes más (How It Feels to Be Something On y The Rising Tide), y Nate, junto con sus exmiembros Jeremy Enigk y William Goldsmith grabaron un disco homónimo en el 2003 con el grupo The Fire Theft.
Compuso y tocó el score musical de la película independiente Our Burden Is Light, donde además actuó un papel secundario como el novio y bajista de la mejor amiga de la actriz principal. El grupo con el que toca en la película, Bleeder, consiste en él mismo acompañado de Jessica Ballard y Taylor Hawkins. Actualmente se encuentra casado y tiene un hijo, llamado Noah.

## Técnica
Mendel al principio consideró que el bajo era un instrumento melódico y, por lo tanto, le gustaba aportar más personalidad a sus partes de bajo. Algunos bajistas describen el estilo de Mendel en Sunny Day Real Estate como "de mano dura y de pies ágiles, arraigado en el punk rock pero propenso a vuelos melódicos que rodeaban los arreglos aireados de la banda", y Mendel agregó que en sus primeros años con los Foo Fighters probó "hacer estas canciones lo más complicadas que pude y poner tanto bajo como sea posible". En algún momento cambió sus prioridades al estilo de bajo más tradicional donde el instrumento actúa como "el puente entre el elemento melódico y la percusión", diciendo que "alteró la forma en que toco el bajo para que funcione en esta banda, así que puede apoyar las canciones de Dave lo mejor posible". Las prioridades que aprendió a tomar con su forma de tocar fueron "tocar firme y encajar mejor con la batería". que decidiera rehacer las pistas de batería, a veces Mendel tendría que rehacer todas sus líneas de bajo.
Se sabe que Mendel usa un pico casi exclusivamente. Su estilo preferido era el punteo alternativo , pero en el quinto álbum de Foo Fighters, In Your Honor, comenzó a emplear el punteo porque "con este tipo de música, necesitas la consistencia y el sonido de percusión que obtienes al tocar con punteos". Para los espectáculos acústicos, Mendel tocaba fingerstyle.
Rara vez se ve a Nate cantando. Sin embargo, cantó como respaldo con Chris Shiflett en Monkey Wrench en el Tabernacle en Atlanta, Georgia en 2000 mientras apoyaba a There Is Nothing Left to Lose. Él y Shiflett cantaron los coros finales ("fall in, fall out"). También se le ve haciendo coros en "I'll Stick Around" en el Bizarre Festival en 2000. Además, cantó coros en la Universidad de Bucknell en 2000 en "Monkey Wrench". A partir del año 2023 se le puede ver realizando coros con mayor regularidad, contando con micrófono propio.

## Equipo
La configuración principal de Mendel consiste en bajos Fender Precision con cuerdas GHS, tocados a través de amplificadores Ashdown. Mendel describió al Precision como "icónico" tanto en su apariencia como en su sonido. El P-Bass preferido del bajista es el primero, un modelo de 1971 que le vendió el cantante principal de Christ on a Crutch y que Mendel adaptó para que fuera más fácil de tocar. Mendel también toca bajos de Lakland, particularmente el Bob Glaub Signature, uno de los cuales fue empleado en el séptimo álbum de Foo Fighters, Wasting Light . Utiliza un pedal Fulltone Bassdrive, aunque Mendel redujo el uso de pedales de efectos. mientras los Foo Fighters aumentaban su número de músicos: "Ahora que tenemos tres guitarristas, hay mucha distorsión, así que trato de mantenerlo limpio y en línea con el bombo. De esa manera, sé que incluso si estamos tocando en un gran lugar con eco, al menos el bajo se escuchará con algo de mordida y precisión". Se ve a Mendel tocando el Lakland Bass en el video de "The Pretender". Usó un bajo Gibson Ripper en el video "Best of You" y en el video "Long Road to Ruin" se lo ve tocando un Red Fender Jazz Bass con un golpeador negro. También usa un Fender Jazz Bass blanco y rojo perlado en el video "Monkey Wrench". De vez en cuando también toca un bajo Gibson Thunderbird. Mendel usa JHAudio JH16 en monitores de oído.

## Vida personal
Nate conoció a Kate Jackson, cofundadora de la firma independiente de relaciones públicas Grandstand Media, en 2009 cuando ella era directora de marketing y publicidad en Sub Pop Records, él estaba de gira como parte de una reunión de la formación original de los artistas de grabación de Sub Pop, Sunny Day Real Estate. Después de salir durante varios años, Mendel y Jackson se casaron el 11 de octubre de 2014, en una ceremonia íntima y privada en Los Ángeles a la que asistieron amigos cercanos y familiares, incluidos los compañeros de banda de Foo Fighters. El 19 de julio de 2018, tomó un permiso de ausencia de un espectáculo de la gira Concrete & Gold de Foo Fighters, con el bajista de Jane's Addiction, Chris Chaney, reemplazándolo por una noche en el PPG Paints Arena en Pittsburgh, como eligió estar con Jackson cuando ella dio a luz a las gemelas de la pareja. Tiene otro hijo, Noah, de un matrimonio anterior.

## Conexión con el movimiento disidente del sida
En enero del 2000, Nate organizó un concierto a beneficio de Alive & Well AIDS Alternatives en Los Ángeles, que tuvo lleno total. Esta organización negacionista del sida sostiene que el VIH no es el causante del sida. Durante el concierto, su fundadora —Christine Maggiore— ofreció un discurso atribuyendo el sida al uso de drogas, al estrés y a los medicamentos; agregando además que la gente no debería ser examinada por el VIH y que si son seropositivos tampoco debería tomar tratamientos antirretrovirales.
En respuesta a la gran cobertura que tuvo la revista Mother Jones sobre el concierto a beneficio de Alive & Well, Mendel escribió que "... las ideas populares sobre el SIDA están basadas en hipótesis que no cumplen con el escrutinio científico". Además condenó a las pruebas del VIH por su poca exactitud y a los medicamentos contra el VIH por su supuesta "eficacia no probada y toxicidad comprobada".

## Discografía

### Sunny Day Real Estate
- Diary (1994)
- Sunny Day Real Estate (1995)

### Foo Fighters
- The Colour and the Shape (1997)
- There is Nothing Left to Lose (1999)
- One by One (2002)
- In Your Honor (2005)
- Echoes, Silence, Patience & Grace (2007)
- Wasting Light (2011)
- Sonic Highways (2014)
- Concrete and Gold (2017)
- Medicine at Midnight (2021)
- But Here We Are (2023)

### Juno
- A Future Lived in Past Tense (2001)

### The Fire Theft
- The Fire Theft (2003)

### The Nightwatchman
- The Fabled City (2008)

### Lieutenant
- If I Kill This Thing We're All Going to Eat for a Week (2015)[3][4]

## Filmografía
| Año  | Película                                   | Rol      | Notas                                   |  |
| ---- | ------------------------------------------ | -------- | --------------------------------------- |  |
| 2000 | Our Burden Is Light                        | Devin    |                                         |  |
| 2013 | The Postal Service Auditions (Video short) | Él mismo |                                         |  |
| 2022 | Studio 666                                 | Él mismo | Junto a los integrantes de Foo Fighters |  |